# 1 of 1 (album)
Albums de SHINee
D×D×D
(2016)
Singles
1. 1 of 1
Sortie : 5 octobre 2016

1 of 1 est le cinquième album studio coréen du boys band sud-coréen SHINee. Il s'agit de leur huitième album au total. La version digitale est sortie le 5 octobre 2016 et la version physique a suivi le 7 octobre 2016 sous le label SM Entertainment. Il est distribué par KT Music. L'album contient cinq morceaux, parmi eux la chanson titre 1 of 1. Musicalement, l'album a des sonorités rétro modernisées et rappelle les années 1980-90.

## Contexte et sortie de l'album
Le 4 septembre 2016, SHINee a tenu son cinquième concert solo à Séoul : le SHINee World V in Seoul. Quatre des 34 chansons interprétées étaient issues du nouvel album : Prism, Feel Good, Don't Let Me Go et So Amazing,. L'album était initialement prévu pour courant septembre mais Onew s'est blessé pendant une représentation sur scène et la sortie de l'album a pour cette raison été repoussée. Le 27 septembre 2016, l'agence du groupe, SM Entertainment, a annoncé la sortie de l'album 1 of 1 pour le 5 octobre 2016 et a présenté le nouveau compte Instagram créé pour les activités du groupe. C'est le premier album coréen de SHINee depuis la sortie de Odd le 18 mai 2015.
La liste des titres de l'album, sortie le 28 septembre 2016, comprend neuf pistes. Afin de s'aligner sur leur concept années 1990, le groupe a aussi sorti une édition limitée cassette en plus de la version CD. Du 28 septembre au 2 octobre 2016, de nombreux teasers sont parus sur le compte Instagram du groupe. Chaque membre a présenté une chanson de son choix dans SHINee's pick - What do you think of this song ? (littéralement : le choix de SHINee - Que pensez-vous de cette chanson ?), des annonces promotionnelles inspirées des années 1990, accompagnés d'une photo, qui étaient les preview[Quoi ?] du nouvel album,,,,.
Le 1er octobre, le groupe a interprété pour la première fois en public deux des pistes de l'album au Spectrum Dance Music Festival : Prism et Feel Good,. Le 4 octobre, SHINee a interprété le titre phare 1 of 1 pour son showcase au SM TOWN COEX Artium. Le vidéoclip est révélé à cette même occasion. Onew n'apparaît pas pendant les passages dansés car il n'était pas en mesure de participer à cause de sa blessure. Il fut néanmoins confirmé qu'elle était prise en charge et qu'il était presque complètement remis,. Le 6 octobre, le groupe a commencé la promotion de 1 of 1 dans les émissions musicales, en commençant par le M! Countdown de Mnet,. Pour la promotion de l'album, les membres du groupe ont fait des apparitions dans plusieurs émissions de variétés dont Happy Together 3 et Weekly Idol,.

## Concept et composition
À la fois le style vestimentaire et musical sont inspirés des années 1990. Le concept de l'album se réfère à « toute période de la fin des années 70 aux années 90 » selon Jonghyun. Le co-compositeur de la piste phare, Mike Daley, a expliqué que les producteurs ont essayé d'équilibrer le rétro avec un quelque chose de plus moderne. L'album présente neuf pistes dont la chanson titre 1 of 1, décrite comme une chanson du genre new jack swing des années 1990 - un mélange de hip-hop et d'urban dance-pop. 1 of 1 a été composée par Mike Daley, Mitchell Owens, Michael Jiminez, Tay Jasper et MZMC. Les paroles racontent l'histoire d'un homme qui se confesse à sa petite amie en lui disant qu'elle est le seul amour de sa vie,. Mike Daley a souligné le fait qu'il ne voulait pas que cette nouvelle chanson soit prisonnière d'un cadre fausse vieille chanson et a essayé de maintenir un équilibre entre le style rétro et le son moderne en la dotant d'une forte rythmique à la batterie.
De nombreux producteurs ont contribué à l'album, notamment Kenzie, le duo d'auteurs-compositeurs britanniques LDN Noise, et l'auteur-compositeur suédois Andreas Öberg. La plupart des chansons ont été écrites en avril 2016 à un camp d'écriture de chansons organisé par SM Entertainment. Jonghyun a pris part à la composition de la chanson Prism, un numéro à deux temps pop avec du piano et des cordes au synthétiseur. Pour la chanson Don't Let Me Go Key et Minho ont participé à l'écriture du rap,. So Amazing, un autre mélange de new jack swing et de mid-tempo rétro pop a été écrite par Onew, qui compare les heureux moments de rencontre avec les fans de SHINee lors de concerts à un heureux voyage en voiture le long de la côte entre amoureux,. Le duo britannique LDN Noise, qui avait déjà écrit des chansons pour SHINee comme View et Married to the Music, a participé à la production de la septième piste Shift. Il est dit que la piste a un son unique de pop music des années 1980 et adopte à la fois les genres house et UK garage en mixant synthétiseur et basses.

## Vidéoclip
Le vidéoclip est sorti le 5 octobre 2016 sur la chaîne YouTube officielle de SM Entertainment et s'inspire des années 1990 - pour ce qui est de la garde-robe et des mouvements de danse. Il maintient également le thème rétro avec un thème technicolor qui rappelle l'esthétique des années 1930 et 40. Dans la vidéo, les membres chantent une sérénade à leurs auditeurs tout en montrant leur chorégraphie. Onew a dû s'asseoir pour certains passages dansés, en raison de sa blessure, mais il est inclus dans la vidéo. Lors des autres passages, les membres sont entourés par des dizaines de femmes portant des tenues rétro qui dansent et posent autour d'eux. Jeff Benjamin de Fuse a fait l'éloge de l'atypique représentation de la beauté - du désordre rock des coiffures, des rouges à lèvres et des eyeliners foncés, des vêtements super-casual des co-stars féminines, aux couleurs capillaires décalées et aux tenues des membres. Il a mentionné que rien dans la vidéo n'est de la K-pop dite standard.

## Réception
Jeff Benjamin de Fuse a loué les sons classiques et old school auxquels le boys band s’essaie et a comparé la chanson-titre, 1 of 1 à la musique de groupes tels que New Kids on the Block, New Edition ou encore H.O.T — selon lui, SHINee a réussi avec succès à apporter son son dans la technologie de 2016. Il a aussi comparé le focus sur le chant destiné directement à l'auditeur et l'usage du pronom you (littéralement : tu ou toi) à des chansons des Beatles comme From Me to You ou I Want to Hold Your Hand.

## Liste des pistes
Crédits adaptés de la page d'accueil officielle.
| 1.    | Prism                                 | Kim Min-jung                                   | Jonghyun, Jamil 'Digi' Chammas, Deez, Wilbart 'Vedo' McCoy III, MZMC, Otha 'Vakseen' Davis III | 3:16 |
| 2.    | 1 of 1                                | JQ, Bae Seong-hyeon, Lee Seu-ran, Kim In-hyung | Mike Daley, Mitchell Owens, Michael Jiminez, Tay Jasper, MZMC                                  | 3:25 |
| 3.    | Feel Good                             | Kim In-hyung                                   | Timothy 'Bos' Bullock, Adrian Mckinnon, Tay Jasper, MZMC                                       | 3:46 |
| 4.    | 투명 우산 (anglais : Don't Let Me Go) | Jo Yun Gyeong, Minho, Key                      | Hyuk Shin, Reone, Peter Tambakis, Davey Nate                                                   | 3:46 |
| 5.    | Lipstick                              | Oh Min-ju, Minho                               | Harvey Mason, Jr, Mike Daley, Britt Burton, Tiffany Fred, Dewain Whitmore                      | 3:41 |
| 6.    | Don't Stop                            | Jonghyun, Minho, Key                           | The Stereotypes, Micah Powell, Maxx Song                                                       | 4:11 |
| 7.    | Shift                                 | Kenzie                                         | Kenzie, LDN Noise, Adrian Mckinnon                                                             | 3:06 |
| 8.    | U Need Me                             | Cho Yoon-kyung, Minho                          | Andreas Oberg, Simon Petren, Maja Keuc, Gustav Karlstrom                                       | 3:36 |
| 9.    | So Amazing                            | Onew                                           | Erik Lidbom, Takarot                                                                           | 3:41 |
| 31:08 |                                       |                                                |                                                                                                |      |

## Ventes
| Date | Pays    | Certification | Vente    |
| ---- | ------- | ------------- | -------- |
| 2016 | Mondial |               | 100.000+ |